# بدافزار میرا
بدافزار میرای (به انگلیسی: Mirai) یا ویروس میرای (تلفظ نادرست) یک کرم غیر تخریب‌کننده است که به کامپیوترهای حاوی سیستم عامل لینوکس (به روز نشده) متصل، به شبکه حمله و آن را آلوده می‌کند و سعی در تکثیر خود در هارد و شبکه می‌کند. میرای یک بدافزار چندریختی است؛ به‌طوری که توانایی این را داراست که با تغییر ظاهر، خود را از نرم‌افزارهای آنتی‌ویروس مخفی کند.

## پاکسازی سیستم آلوده
پاکسازی دستی میرا تقریباً غیرممکن است؛ چون میرای از تمام فعالیت‌هایی که می‌تواند منجر به عملیات پاکسازی شود جلوگیری می‌کند ولی با داشتن یک آنتی‌ویروس به‌روزرسانی‌شده، می‌توان آن را به راحتی از سیستم حذف کرد.

## شناسایی
میرای یک ویروس چند ریختی است از خانواده ویروس‌های رمزنگار به‌طوری که بدنه اصلی برنامه که حامل کدهای اصلی تخریبی است در هر بار تکثیر از خود با کلیدی تصادفی رمزگذاری می‌شود و مدل رمزگشا در اجرای برنامه آن را را رمزگشایی کرده و اجرا می‌کند. برنامهٔ رمزگذاری‌شده نمی‌تواند توسط آنتی‌ویروس شناسایی شود و هر بار هم با کلیدی متفاوت رمز می‌شود و امضای خود را تغییر می‌دهد. بنابراین میرای با استفاده از این روش، شناسایی خود را به‌شدت دشوار می‌کند.

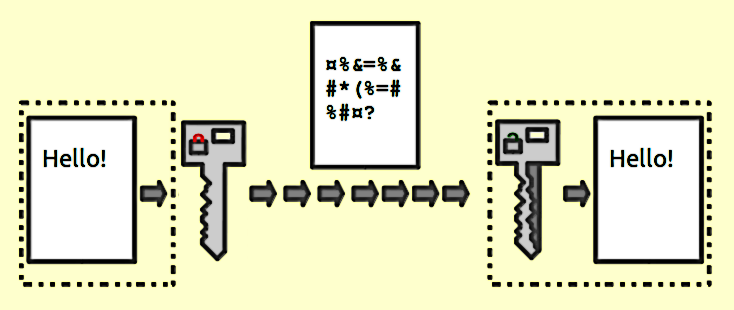
رمزگذاری کلید عمومی

1. ↑  «Mirai Botnet — NJ Cybersecurity». web.archive.org. ۲۰۱۶-۱۲-۱۲. بایگانی‌شده از اصلی در ۱۲ دسامبر ۲۰۱۶. دریافت‌شده در ۲۰۲۳-۰۵-۱۱.